# Kazuemba walderi
Kazuemba walderi är en insektsart som beskrevs av De Mello 1990. Kazuemba walderi ingår i släktet Kazuemba och familjen syrsor. Inga underarter finns listade i Catalogue of Life.